# Martinuskerk (Kassel)
De Martinuskerk (Duits: Martinskirche) is de grootste kerk van de stad Kassel. De protestantse kerk biedt plaats aan 1.400 gelovigen en is de preekkerk van de bisschop van de Evangelische Kerk van Kurhessen-Waldeck (EKKW). Het gebouw leed in de Tweede Wereldoorlog zware verwoestingen, maar werd nadien herbouwd.

## Geschiedenis
In het jaar 1330 werd in opdracht van landgraaf Hendrik II begonnen de aanleg van de wijk "Freiheit", een westelijke uitbreiding van de stad Kassel. Vanaf het midden van de 14e eeuw werd op het hoogste punt van de middeleeuwse stad een begin gemaakt met de bouw van de Martinuskerk. De wijding van de kerk volgde in 1367; vermoedelijk was toen slechts het koor voltooid. Schutspatronen waren Sint-Martinus, de Heilige Maagd en Sint-Elisabeth.
Vooralsnog werd de kerk als parochiekerk gebruikt, maar men had grote plannen en wilde er een geestelijk centrum van het vorstendom stichten. Het stift werd in de jaren 1366-1367 ingesteld en door paus Urbanus officieel bevestigd, nadat inmiddels een volgende bouwfase van het kerkgebouw was afgerond en het koor kon worden overgedragen aan de kanunniken. In diverse bronnen verscheen het stift later ook onder de naam Heilig Kruisstift, nadat landgraaf Lodewijk I in 1437 een deeltje van het Heilig Kruis naar Kassel bracht.
De bouw van de kerk vorderde echter moeizaam. Tegenslag werd de bouw niet bespaard; in 1440 stortten de gewelven van het hoofdschip in. Pas in 1462 kon het hele kerkgebouw worden gewijd. Maar af was de kerk nog steeds niet. Eerst in 1487 kwam het onderste deel van de zuidelijke toren gereed en de markante achthoekige renaissance-opbouw werd niet eerder dan in 1564-1565 geplaatst.
De invoering van de protestantse geloofsleer in het graafschap in 1526 door landgraaf Filips luidde eveneens het einde van het koorherenstift in. De drieschepige hallenkerk kreeg echter een nieuwe betekenis als grafkerk van de Hessische landgraven en hun familie (voorheen de Elisabethekerk te Marburg). Tot aan het einde van de 18e eeuw zou dit zo blijven.

### Historische verbouw
Vanaf 1880 begon de nieuwe decaan Carl Kröner te pleiten voor het voltooien van het torenfront. Zijn voornemens stuitte in eerste instantie op grote bedenkingen, maar hij wist de kerkenraad uiteindelijk in 1883 te overtuigen. Men begon met de inzameling van geld en omdat er geen middeleeuwse bouwtekeningen meer waren, liet men de architect Hugo Schneider ontwerpen maken om het onvoltooide bouwwerk te verbouwen en af te maken. In de jaren 1889-1892 werd een noordelijke neogotische toren gebouwd. Tevens werd de renaissance-opbouw van de zuidelijke toren afgebroken en vervangen door een eveneens neogotische opbouw. Het resultaat van de verbouwing was een gebouw met de allure van een echte kathedraal.

### Verwoesting en herbouw
In de nacht van 22 op 23 oktober 1943 werd de stad Kassel getroffen door zware bombardementen. Binnen enkele uren werden de historische wijken van Kassel volledig vernietigd. De opvallende Martinuskerk diende als goed oriëntatiepunt en stond bovendien te midden van een wijk met makkelijk vlam te vatten vakwerkhuizen. Het dak van de kerk stond in brand, blussen was ondoenlijk. De gewelven en pijler hielden niet meer stand en stortten in. Slechts de buitenmuren bleven staan. Van de trotse torens resteerden afgeknotte stompen. Het kolossale epitaaf van Filips de Grootmoedige was een van de weinige delen van de inrichting dat de vernietiging relatief ongeschonden had weten te doorstaan. Bij de wederopbouw van de kerk besloot de architect Heinrich Otto Vogel uit Trier het kerkgebouw te reconstrueren. Voor de herbouw van de torens koos de architect daarentegen een moderne stijl. Het grote epitaaf van Filips de Grootmoedige werd in 1955 naar het midden van het kerkschip verplaatst. Op 1 juni 1958 werden met een kerkwijding de herbouwwerkzaamheden afgerond. In 1964 kreeg de kerk weer een orgel met 57 registers en meer dan 5.000 pijpen.

## Klokken
De Martinuskerk bezit een zevenstemmig klokkenspel, dat in het jaar 1961 door de klokkengieterij Rincker in Sinn werd gegoten. De klokken werden geschonken door bedrijven, particulieren en gemeenteleden.
| Nr. | Naam                  | Slagtoon | Gewicht  | Toren      |
| 1   | Christusklok (Osanna) | g°       | 5.300 kg | Zuidtoren  |
| 2   | Onze Vaderklok        | b°       | 3.100 kg | Zuidtoren  |
| 3   | Avondklok             | d'       | 1.850 kg | Noordtoren |
| 4   | Middagklok            | es'      | 1.550 kg | Noordtoren |
| 5   | Doopklok              | f'       | 1.100 kg | Noordtoren |
| 6   | Morgenklok            | g'       | 850 kg   | Noordtoren |
| 7   | Avondmaalklok         | b'       | 600 kg   | Noordtoren |
| 8   | ?                     | c'       | 500 kg   | Zuidtoren  |

## De graven
Landgraaf Filips introduceerde in 1524 in zijn graafschap het protestantisme. Tot dan toe was de Elisabethkerk te Marburg de grafkerk van de landgraven, maar aangezien deze kerk tot 1570 het bezit was van de katholieke Duitse Orde werd besloten onder het koor van de Martinuskerk een eerste grafkelder te bouwen. De grafkelder werd voor het eerst in 1535 gebruikt toen het zoontje van Filips, Filips Lodewijk (1534-1535), werd bijgezet. Tot 1637 werden in deze kelder alle landgraven van Hessen-Kassel bijgezet. Een laatste bijzetting in de eerste kelder vond plaats in 1693. Er vonden in totaal ongeveer 35 leden van het vorstenhuis een laatste rustplaats.
Van grote betekenis is het epitaaf van landgraaf Filips, dat voorheen boven de eerste grafkelder in het koor stond opgesteld. Het enorme epitaaf meet bijna 12 meter hoog en 5,5 meter breed en is in de jaren 1567-1572 in opdracht van Filips' zoon Willem IV vervaardigd van marmer en albast. Naast Bijbelse voorstellingen worden ook Filips en zijn eerste vrouw uitgebeeld. Na de oorlog werd het licht beschadigde monument uit het koor gehaald en verplaatst naar het kerkschip. Het epitaaf werd in 2004 bij een restauratie gereinigd; ontbrekende delen werden weer aangevuld.
Na de dood van Willem V (* 1602- † 1637) werd onder de toenmalige kapittelzaal een tweede grafkelder aangelegd. Hier werd in 1640 Willem V bijna drie jaar na zijn dood bijgezet. Deze tweede grafkelder werd tot 1782 gebruikt. Latere landsheren werden op verschillende plaatsen begraven. Terwijl de eerste grafkelder slechts geopend werd voor bijzettingen, had de tweede grafkelder een meer representatief karakter.
Nadat in de Tweede Wereldoorlog de zerken van de tweede grafkelder deels verloren gingen, sloegen ook metaaldieven hun slag. De grootste schade werd echter aangericht toen in 1953 met een graafmachine het puin uit de kelder werd gehaald. Van de 38 zerken zijn slechts fragmenten van de zes belangrijkste zerken bewaard gebleven. De gebeenten zijn grotendeels verdwenen. De eerste grafkelder onderging in de oorlog slechts lichte beschadigingen en werd ontoegankelijk dichtgemetseld. De tweede grafkelder is per afspraak te bezichtigen.

## Het orgel
Het grote orgel van de Martinuskerk werd in 1964 door de orgelbouwer Werner Bosch uit Kassel gebouwd. Het instrument beschikt over 57 registers verdeeld over drie manualen en pedaal. Op 4 juni 2017 zal een nieuw orgel gebouwd door de firma Rieger in gebruik worden genomen. Dit orgel bestaat uit een groot orgel met 4 klavieren en pedaal en een klein orgel met 2 klavieren. Het totaal aantal registers bedraagt volgens planning 86.